# Орзучи (Лука)
Орзучи је насеље у Италији у округу Лука, региону Тоскана.
Према процени из 2011. у насељу је живело 30 становника. Насеље се налази на надморској висини од 176 м.